# Cieśnina Wiktorii
Cieśnina Wiktorii (ang. Victoria Strait) – cieśnina w północnej Kanadzie, na obszarze terytorium Nunavut.

## Geografia
Cieśnina oddziela Wyspę Wiktorii od Wyspy Króla Williama, łącząc Kanał McClintocka i Larsen Sound na północy z Zatoką Królowej Maud na południu. Nie ma w niej wysp, oprócz Royal Geographical Society Island u wejścia do zatoki Królowej Maud. Jest szeroka, płytka i pokryta lodem przez większą część roku. Cieśniną Mac Clintocka dociera do niej lód z Oceanu Arktycznego. Lód zwykle nie rozmarza do końca lipca, a pojawia się ponownie we wrześniu.
Podczas poszukiwań Przejścia Północno-Zachodniego w 1846 roku w północnej części cieśniny utknęły okręty ekspedycji Franklina, HMS „Erebus” i HMS „Terror”. Jako że lód nie rozmarzł przez dwa lata, załogi opuściły uwięzione okręty; ich wraki znaleziono dopiero w drugiej dekadzie XXI wieku, na południe od cieśniny. Dopiero w 1967 roku cieśninę po raz pierwszy przepłynął lodołamacz „John A. Macdonald”.